# إيان ماكميلان
إيان ماكميلان (بالإنجليزية: Ian McMillan)‏ (18 مارس 1931 في المملكة المتحدة - فبراير 2024) هو مدرب كرة قدم ولاعب كرة قدم بريطاني في مركزي الوسط ومهاجم داخلي، شارك في كأس العالم 1954. وشارك مع منتخب اسكتلندا لكرة القدم. أما مع النوادي، فقد لعب مع نادي رينجرز ونادي أردريونيانز وأردريونيانز ورابطة كرة القدم الاسكتلندية الحادية عشر ‏.

## وصلات خارجية
- إيان ماكميلان على موقع الاتحاد الإسكتلندي (الإنجليزية)
- إيان ماكميلان على موقع قاعدة بيانات كرة القدم.إي يو (الإنجليزية)
- إيان ماكميلان على موقع ناشيونال فوتبول تيمز (الإنجليزية)
- إيان ماكميلان على موقع Soccerway.com (الإنجليزية)
- إيان ماكميلان على موقع عالم كرة القدم.نت (الإنجليزية)